# اچ‌ام‌اس ئی۳۹
اچ‌ام‌اس ئی۳۹ (به انگلیسی: HMS E39) یک زیردریایی بود که طول آن ۱۸۱ فوت (۵۵ متر) بود. این زیردریایی در سال ۱۹۱۶ ساخته شد.